# Senge
| Tibetische Bezeichnung         |
| ------------------------------ |
| Wylie-Transliteration: sam gha |
| Chinesische Bezeichnung        |
| Vereinfacht: 桑哥              |
| Pinyin:Sānggē                  |

Senge (Sangha, ferner  Sang-ko (d. h. diverse Transkriptionen des Sanskrit-Wortes für eine Religionsgemeinde), † 17. August 1291) war ursprünglich ein tibetisch-uigurischer Mönchsstudent, speziell von Dam-pa Kun-dga'-grags (1230–1303), dessen Talent (Sprachen usw.) Phagspa auffiel. Sein tatsächlicher geistlicher Rang ist unbekannt. Er diente Phagspa als eine Art Kammerherr. Als dieser vier Jahre vor seinem Tod nach Tibet zurückging, wurde Senge (als Inhaber der entsprechenden Ämter in Kublais Verwaltung) sukzessive das religiöse Oberhaupt des Yuan-Reiches (zirka 1275). Er betätigte sich aber anfangs kaum in weltlichen Angelegenheiten und schlug nur um 1280 eine Rebellion in Tibet nieder.
Nach Ahmad Fanakatis Ermordung 1282 (zu finden in sämtlichen Marco-Polo-Romanen) und der Hinrichtung seines verbündeten Ministers Lu Shih-jung 1285
wurde er Kanzler zur Rechten in der Zentralverwaltung des Yuan-Reiches  (11. Dezember 1287), zusätzlich zu den anderen Ämtern. Er hatte damit eine der höchsten Positionen des Staates inne. Als Minister beschützte Senge die Interessen der Fremden aus westlichen Regionen, speziell der Muslime in China und führte neues Papiergeld ein, dessen Wert nur noch 1/5 des Alten betrug (1287). Hauptsächlich war er im neuen Amt mit der Kontrolle der Finanzen und der Verfolgung missbeliebiger Beamter in der Zentralverwaltung beschäftigt.
Seine Politik trug ihm die Missbilligung der prochinesischen Kreise ein, zum Beispiel die des Mongolengenerals und Vize-Ministers An-t'ung (alias Hantum Noyan) oder auch die des Malers Chao Mengfu. Senge und sein Stellvertreter in Südchina, Yanglianzhenja (ein tibetischer Mönch, seit 1277 im Amt) werden aufgrund von Klüngelbildung, überhöhten Geldforderungen, Finanzspekulationen, Morden, „abstoßenden sexuellen Appetits“ und vor allem von Plünderungen der Song-Fürstengräber (1278/85) in der chinesischen Geschichte negativ beschrieben.
Senge wurde 1291 hingerichtet. Er hatte laut Raschid ed Din Kublai Khan angeblich Perlen und Juwelen unterschlagen und sich noch dazu geweigert, sie wieder herauszugeben. Sein Anhang wurde ebenfalls bestraft.
Die Tatsache, dass Muslime wie Abd al-Rahman, Ahmad Fanakati und Buddhisten wie Senge, Yanglianzhenja unter anderem zur Zeit der Yuan-Dynastie so viel Schaden anrichteten, wirkte sich auf die Ausländerfreundlichkeit Chinas zur Ming-Zeit negativ aus. Anzumerken ist dazu, dass die Lamas vom mongolischen Gesetz geschützt und bevorzugt waren, d. h., man durfte weder die Hand gegen sie erheben, noch gegen sie sprechen.